# Michèle Cotta
Pour les articles homonymes, voir Cotta.
Michèle Cotta, née le 15 juin 1937 à Nice dans les Alpes-Maritimes, est une journaliste et écrivaine française. Figure de la presse et des médias d'informations français, elle commence sa carrière dans la presse écrite au sein de journaux reconnus comme Combat ou L'Express et dans les médias radiophoniques où elle fut par exemple rédactrice en chef de la station RTL. 
Sous la présidence de François Mitterrand, elle se voit confier plusieurs postes à responsabilité dans le secteur public dont celui de présidente de la Haute Autorité de la communication audiovisuelle. Après des tensions avec le pouvoir en place, elle retourne dans le milieu journalistique en dirigeant des chaînes de télévision comme France 2 ou des rédactions comme celle de TF1 et en devenant chroniqueuse pour des journaux écrits ou des émissions audiovisuelles. 
Elle a publié plusieurs ouvrages sur le milieu politique français et enseigne également le journalisme.

## Biographie

### Jeunesse et études
Fille de Jacques Cotta, avocat pénaliste et maire SFIO de Nice à la Libération (de 1945 à 1947) et d'Hélène Scoffier (1906-1988) (avocate), Michèle Cotta est la sœur de l'économiste Alain Cotta et la demi-sœur du journaliste et réalisateur Jacques Cotta et de l'avocate Françoise Cotta.
Divorcée de l'éditeur Claude Tchou, elle a de lui deux enfants, un fils Thierry (né en 1967 et mort en 1994 d'une myopathie atypique) et une fille, Stéphanie Cotta-Tchou, scénariste de cinéma. En 1992, elle épouse en secondes noces Philippe Barret, conseiller technique dans différents ministères de Jean-Pierre Chevènement, inspecteur général de l’Éducation nationale.
Michèle Cotta est diplômée de l'Institut d'études politiques de Paris (1959). 
Elle soutient ensuite, en 1963, une thèse de doctorat en science politique intitulée « Les idéologies de la collaboration à travers la presse (Paris 1940-1944) », sous la direction de René Rémond à la Fondation nationale des sciences politiques.  

### Parcours professionnel
Elle a commencé sa carrière de journaliste politique à Combat où, pigiste, elle obtient la première un entretien avec François Mitterrand après l'attentat de l'Observatoire. Après ces débuts, elle est embauchée par Françoise Giroud à L'Express, magazine pour lequel elle reconnaît avoir obtenu de nombreuses révélations de la part d'hommes politiques en jouant de son charme féminin. Elle a ensuite collaboré au magazine Le Point, à France Inter de 1976 à 1980, à RTL où elle devient rédactrice en chef en avril 1980, etc.
Elle enseigne parallèlement à l'IEP de Paris.
À la fin du mois de juillet 1981, elle est nommée par Pierre Mauroy, avec l'accord de François Mitterrand, présidente de Radio France, où elle remplace Jacqueline Baudrier. Michèle Cotta préside ensuite la Haute Autorité de la communication audiovisuelle, prédécesseur du Conseil supérieur de l'audiovisuel (CSA), de 1982 à 1986. À ce poste, elle résiste notamment aux pressions du pouvoir socialiste sur les nominations des patrons de l'audiovisuel public, en s'opposant par exemple à la désignation de Jean-Claude Héberlé à la tête d'Antenne 2.
Elle a également été directrice de l'information à TF1 entre 1987 et mars 1993 et directrice générale de France 2 de mars 1993 à 2002. Chroniqueuse politique au magazine Le Nouvel Économiste, elle est aussi l'auteur de nombreux essais politiques comme Les Secrets d'une victoire, Politic Circus et Carnets secrets de la présidentielle. Elle est également présidente du Comité d'histoire de la télévision (CHTV) de 2003 à 2008.

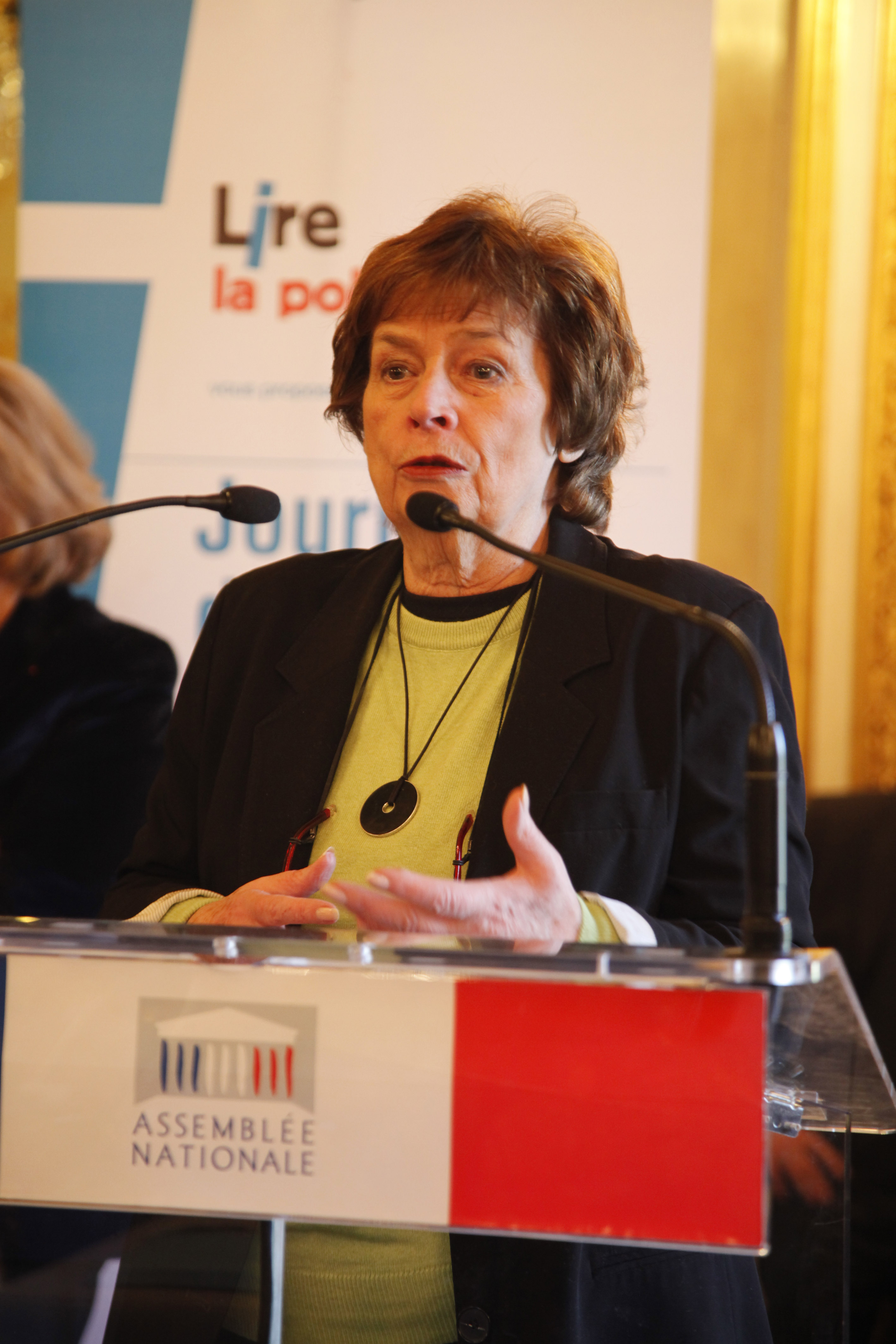
Michèle Cotta en 2012.

Elle anime deux débats télévisés du second tour des élections présidentielles françaises : le 5 mai 1981 elle anime en compagnie de Jean Boissonnat, le débat entre le président de la République sortant Valéry Giscard d'Estaing et François Mitterrand. « Proche de François Mitterrand », Cotta fait partie avec Boissonnat d'une liste de journalistes pressentis pour animer ce débat. « Mitterrand soumet au camp adverse une liste de quatre journalistes, tous étrangers à la télévision, ceux du petit écran étant à ses yeux subordonnés au pouvoir politique. Giscard choisit les deux premiers par ordre alphabétique ». Le 24 avril 1988, avec Elie Vannier, elle présente de nouveau le débat présidentiel qui oppose alors François Mitterrand, président de la République sortant, et Jacques Chirac.
Elle est notamment vice-présidente de la chaîne TNT IDF1, sur laquelle elle anime l'émission politique Michèle Cotta.[réf. nécessaire][Quand ?] Elle reçoit, le 4 avril 2009, le « prix du livre politique » pour le deuxième tome de ses Cahiers secrets de la Ve République. En avril 2012, elle fait partie du jury de l'émission Qui veut devenir président ? sur France 4.
Elle participe ponctuellement en tant qu'invitée à l'émission quotidienne C dans l'air sur la chaine publique France 5 et à 24 h en question sur LCI.

## Décoration
- Grande officière de l'ordre national du Mérite (2021, officière 2000) [15]
- Commandeure de la Légion d'honneur [16]

## Ouvrages
- La Collaboration, 1940-1944, Paris, Armand Colin, coll. « Kiosque », 1964, 335 p., ouvrage tiré de sa thèse Les idéologies de la collaboration à travers la presse (Paris 1940-1944)(1963, sous la direction de René Rémond), dans Revue française de science politique, 13e année, no 4, 1963, p. 1063-1064.
- Les Élections présidentielles de 1965 (avec Jean-François Revel), Impr. Busson, 1966.
- Les Miroirs de Jupiter, Paris, Fayard, 1986, 281 p.  (ISBN 2213017557).
- La Sixième République, Paris, Flammarion, 1992  (ISBN 2080607316).
- Les Secrets d'une victoire, Paris, Flammarion, 1999, 245 p.  (ISBN 2080671979).
- Carnets secrets de la présidentielle : mars 2001 - mai 2002, Paris, Plon, 2002, 329 p.  (ISBN 978-2-259-18799-2).
- Politic Circus, Paris, L’Archipel, 2004, 256 p.  (ISBN 978-2-84187-648-8).
- Cahiers secrets de la Ve République, tome I, 1965-1977, Paris, Fayard, 2007, 874 p.  (ISBN 978-2-213-63195-0).
- Cahiers secrets de la Ve République, tome II, 1977-1986, Paris, Fayard, 2008, 759 p.  (ISBN 978-2-213-63722-8).
- Cahiers secrets de la Ve République, tome III, 1986-1997, Paris, Fayard, 2009, 968 p.  (ISBN 978-2-213-64442-4)
- Cahiers secrets de la Ve République, tome IV, 1997-2007, Paris, Fayard, 2010.
- Le Rose et le Gris : prélude au quinquennat de François Hollande, Fayard, 2012, 312 p.  (ISBN 978-221-367134-5).
- Entretiens avec Michèle Cotta, Pierre Mauroy, une vie socialiste, Fondation Jean-Jaurès, 2013.
- Le Monde selon Mitterrand. Combats, pensées, arrière-pensées, piques, polémiques, Paris, Tallandier, 2015, 336 p.  (ISBN 979-10-210-0650-8).
- Comment en est-on arrivé là ?, Paris, Robert Laffont, 2016, 484 p.  (ISBN 2-221-19110-2).
- Fake News (avec Robert Namias), Paris, Robert Laffont, 2019, 342 p.  (ISBN 978-2-221-22142-6).
- Le Paris de Mitterrand, Paris, Alexandrines, 2019, 128 p.  (ISBN 978-2370-890658).
- Ma Cinquième, tome I, Paris, Bouquins, coll. « Mémoires », 2023, 432 p.  (ISBN 978-2382-923597).
- Les Derniers grands, tome II, Paris, Plon, 2024, 416 p.  (ISBN 978-2259-320283).